# Onychorhynchus mexicanus
Caça-moscas-real-nortenho ou maria-leque-nortenha (Onychorhynchus mexicanus) é uma espécie de ave da família Tyrannidae.
Pode ser encontrada nos seguintes países: Belize, Colômbia, Costa Rica, El Salvador, Guatemala, Honduras, México, Nicarágua, Panamá e Venezuela.
Os seus habitats naturais são: florestas subtropicais ou tropicais húmidas de baixa altitude.